# Filip Lundberg
Ernst Filip Oskar Lundberg, född 31 december 1876 i Uppsala, död 2 juni 1965 i Stockholm, var en svensk försäkringsanalytiker, företagsledare och aktuarie.

## Biografi
Lundberg studerade matematik på Uppsala universitet och tog examen 1896, licentiatexamen 1898 och gjorde därefter snabb karriär i olika försäkringsbolag. Parallellt med arbetet i försäkringsbranschen disputerade han 1903 på en avhandling inom riskteori och återförsäkring av kollektivrisker.
I sin numera klassiska doktorsavhandling behandlade han riskförloppet inom ett försäkringskollektiv utan att fästa avseende vid de enskilda försäkringarna, och härleder ur detta en variationsekvation av den sannolikhetsfördelning som skall undersökas.  Han utvecklar vidare, ur denna variationsekvation, approximationslösningar för riskförloppets sannolikhetsfördelningar och behandlar, troligen för första gången i tryck, möjligheten att införa kollektiva metoder för återförsäkring i nära anslutning till de approximationsmetoder, som tidigare utvecklats.
Han var ordförande i en branschorganisation för livförsäkringsbolag och satt med i flera offentliga utredningar som behandlade försäkringsfrågor, till exempel SOU 1932:4, Dödlighetsantaganden för livränteförsäkring. Han engagerade sig i debatt, analys och hantering av stabilitet i systemen för liv- och pensionsförsäkring under skiftande yttre förhållanden, till exempel under 1930-talets ekonomiska tillbakagång.
Ett internationellt symposium postumt tillägnat Lundberg anordnades i mars 1968, som speciellt fokuserade på de utmaningar mot försäkringsbranschen som uppstått under 1960-talet på grund av perioder med låg ränta, hög inflation och strikta placeringsregler.
Filip Lundberg var gift med Astrid Stedt (1882–1954) och far till nationalekonomerna Erik och Ove Lundberg. Makarna Lundberg är begravda på Tyresö kyrkogård.